# On the Floor
"On the Floor" là một bài hát của nghệ sĩ thu âm người Mỹ Jennifer Lopez hợp tác với rapper người Mỹ Pitbull nằm trong album phòng thu thứ bảy của cô, Love? (2011). Nó được phát hành vào ngày 8 tháng 2 năm 2011 như là đĩa đơn đầu tiên trích từ album bởi Island Records. Bài hát được viết lời bởi Pitbull, RedOne, Kinnda Hamid, AJ Junior, Teddy Sky, Bilal "The Chef", trong đó sử dụng đoạn nhạc mẫu từ bài hát năm 1981 của Los Kjarkas "Llorando se fue", được viết lời bởi Gonzalo Hermosa và Ulises Hermosa, một sáng tác đã trở nên nổi tiếng khi được lấy mẫu cho đĩa đơn năm 1989 của Kaoma "Lambada", và được sản xuất bởi RedOne và Kuk Harrell. Đây là một bản electro house và dance-pop kết hợp với những yếu tố từ eurodance, nhạc Latin và techno mang nội dung đề cập đến việc mọi người tận hưởng niềm vui trên sàn nhảy, và được lấy cảm hứng từ những di sản La tinh của Lopez cũng như sự tri ân đến khởi đầu sự nghiệp của nữ ca sĩ như là một vũ công. Một phiên bản tiếng Tây Ban Nha của bài hát cũng được phát hành, với tiêu đề "Ven a Bailar" (tiếng Anh: "Come to Dance"), và bao gồm sự tham gia hỗ trợ viết lời từ Julio Reyes Copello và Jimena Romero.
Sau khi phát hành, "On the Floor" nhận được những phản ứng đa phần là tích cực từ các nhà phê bình âm nhạc, trong đó họ đánh giá cao giai điệu sôi động cũng như quá trình sản xuất của nó, đồng thời so sánh bài hát với những đĩa đơn đầu tiên trong sự nghiệp âm nhạc của Lopez như "If You Had My Love" (1999) và "Waiting for Tonight" (1999). Ngoài ra, nó còn gặt hái nhiều giải thưởng và đề cử tại những lễ trao giải lớn, bao gồm một đề cử tại giải Âm nhạc châu Âu của MTV năm 2011 cho Bài hát xuất sắc nhất. "On the Floor" cũng tiếp nhận những thành công ngoài sức tưởng tượng về mặt thương mại với việc đứng đầu các bảng xếp hạng ở hơn 30 quốc gia, bao gồm nhiều thị trường lớn như Úc, Áo, Bỉ, Canada, Pháp, Đức, Ireland, Ý, Tây Ban Nha, Thụy Điển, Thụy Sĩ và Vương quốc Anh, và lọt vào top 10 ở tất cả những quốc gia nó xuất hiện. Tại Hoa Kỳ, bài hát đạt vị trí thứ ba trên bảng xếp hạng Billboard Hot 100, trở thành đĩa đơn thứ bảy của Lopez và thứ tư của Pitbull vươn đến top 5, đồng thời tiêu thụ được hơn bốn triệu bản tại đây.
Để quảng bá bài hát, nữ ca sĩ đã trình diễn "On the Floor" trên nhiều chương trình truyền hình và lễ trao giải lớn, bao gồm American Idol, Britain's Got Talent, Wetten, dass..?, X Factor France và giải thưởng Âm nhạc Mỹ năm 2011, cũng như trong nhiều chuyến lưu diễn của cô. Kể từ khi phát hành, nó đã bán được hơn 11 triệu bản trên toàn cầu, trở thành đĩa đơn bán chạy thứ tư của năm 2011 cũng như là một trong những đĩa đơn bán chạy nhất mọi thời đại. Bài hát cũng đánh dấu lần hợp tác thứ hai giữa Lopez và Pitbull sau "Fresh Out the Oven" (2009), và họ sẽ tiếp tục cộng tác cho nhiều đĩa đơn tiếp theo trong tương lai, như "Dance Again" (2012), "Live It Up" (2013) và "Booty" (2014).
Video ca nhạc cho "On the Floor" được đạo diễn bởi TAJ Stansberry, trong đó mô tả một nền văn hóa câu lạc bộ ngầm ở Los Angeles, nơi Lopez được miêu tả như là một "nữ hoàng hộp đêm". Video đã nhận được nhiều lời ca ngợi từ giới phê bình bởi sự đầu tư lớn xa hoa, phong cách và vũ đạo được nhìn nhận giúp làm nổi bật khả năng của Lopez là một vũ công.Video ca nhạc của Jenifer Lopez đã đạt hơn 460 triệu lượt xem vào cuối năm 2011, trở thành video nhiều lượt xem thứ 2 trên youtube chỉ sau video ca nhạc "Baby" của ca sĩ trẻ Justin Bieber kết hợp với nam rapper Ludacris với hơn 680 triệu lượt xem."On the floor" của Jenifer Lopez giữ gianh hiệu này trong khoảng 1 năm trước khi bị vượt qua bởi "Gangnamstyle" của PSY

## Danh sách bài hát
| - Đĩa CD 1. "On the Floor" — 3:51 2. "On the Floor" (Low Sunday Club phối lại) — 6:22 - Tải kĩ thuật số 1. "On the Floor" — 3:51 - Tải kĩ thuật số (bản tiếng Tây Ban Nha) 1. "Ven a Bailar (On the Floor)" — 4:52 - Tải kĩ thuật số (EP) 1. "On the Floor" (radio chỉnh sửa) — 3:51 2. "On the Floor" (CCW Club phối) — 6:26 3. "On the Floor" (Ralphi's Jurty Club Vox) — 8:43 4. "On the Floor" (video ca nhạc) — 4:27 | - Tải kĩ thuật số (phối lại) 1. "On the Floor" (CCW Radio phối) — 3:44 2. "On the Floor" (Low Sunday "On the Floor" Radio chỉnh sửa) — 3:51 3. "On the Floor" (Ralphi's Jurty Radio chỉnh sửa) — 3:57 4. "On the Floor" (Mixin Marc & Tony Svejda La to Ibiza Radio chỉnh sửa) — 3:16 5. "On the Floor" (CCW Club phối) — 6:26 6. "On the Floor" (Low Sunday "On the Floor" Club) — 6:22 7. "On the Floor" (Ralphi's Jurty Club Vox) — 8:43 8. "On the Floor" (Mixin Marc & Tony Svejda La to Ibiza phối) — 6:40 9. "On the Floor" (CCW Dub phối) — 6:07 10. "On the Floor" (Low Sunday "On the Floor" Dub) — 6:37 11. "On the Floor" (Ralphi's Jurty Dub) — 8:43 12. "On the Floor" (Mixin Marc & Tony Svejda La to Ibiza Dub) — 5:36 |

## Thành phần thực hiện
Thành phần thực hiện được trích từ ghi chú của Love?, Island Records.
Thu âm
- Thu âm tại Cove City Sound Studios, Thành phố New York và Henson Recording, Los Angeles.

Thành phần
| - Alessandro Giulini – đàn xếp - Josh Gudwin – thu âm giọng hát - Bilal Hajji – viết lời - Kinda Hamid – viết lời - Kuk Harrell – lập trình giọng hát, chỉnh sửa giọng hát, sản xuất giọng hát, thu âm giọng hát - Gonzalo Hermosa – viết lời - Ulises Hermosa – viết lời - Achraf Janussi – viết lời | - Trevor Muzzy – phối khí, kỹ sư thu âm - Nadir "RedOne" Khayat – sản xuất, viết lời, lập trình giọng hát, chỉnh sửa giọng hát, sản xuất giọng hát, nhạc cụ và lập trình, kỹ sư thu âm - Jennifer Lopez – hát chính, giọng nền - Chris "TEK" O'Ryan – chỉnh sửa giọng hát, kỹ sư thu âm - Pitbull – giọng rap, viết lời - Geraldo "Teddy Sky" Sandell – viết lời - Low Sunday (Bart Schoudel & Ron Haney) – hỗ trợ sản xuất (phối lại) |

## Xếp hạng
| Bảng xếp hạng (2011)                                                     | Vị trí cao nhất |
| ------------------------------------------------------------------------ | --------------- |
| Úc (ARIA)                                                                | 1               |
| Áo (Ö3 Austria Top 40)                                                   | 1               |
| Bỉ (Ultratop 50 Flanders)                                                | 1               |
| Bỉ (Ultratop 50 Wallonia)                                                | 1               |
| Brazil (Billboard Hot 100)                                               | 4               |
| Brazil (Billboard Hot Pop Songs)                                         | 1               |
| Canada (Canadian Hot 100)                                                | 1               |
| Cộng hòa Séc (Rádio Top 100)                                             | 1               |
| Đan Mạch (Tracklisten)                                                   | 3               |
| Châu Âu Digital Song Sales (Billboard)                                   | 1               |
| Phần Lan (Suomen virallinen lista)                                       | 1               |
| Pháp (SNEP)                                                              | 1               |
| Đức (Official German Charts)                                             | 1               |
| Hy Lạp (IFPI Greece)                                                     | 1               |
| Hungary (Rádiós Top 40)                                                  | 10              |
| Hungary (Dance Top 40)                                                   | 4               |
| Ireland (IRMA)                                                           | 1               |
| Israel (Media Forest)                                                    | 1               |
| Ý (FIMI)                                                                 | 1               |
| Nhật Bản (Japan Hot 100)                                                 | 10              |
| Luxembourg (Billboard)                                                   | 1               |
| Mexico Airplay (Billboard)                                               | 1               |
| Mexico Top Inglés (Monitor Latino)                                       | 1               |
| Hà Lan (Dutch Top 40)                                                    | 4               |
| Hà Lan (Single Top 100)                                                  | 4               |
| New Zealand (Recorded Music NZ)                                          | 2               |
| Na Uy (VG-lista)                                                         | 1               |
| Ba Lan (Polish Airplay Top 100)                                          | 2               |
| Ba Lan (Dance Top 50)                                                    | 1               |
| Portugal (Billboard)                                                     | 1               |
| Romania (Romanian Top 100)                                               | 1               |
| Scotland (OCC)                                                           | 1               |
| Slovakia (Rádio Top 100)                                                 | 1               |
| Tây Ban Nha (PROMUSICAE)                                                 | 1               |
| Thụy Điển (Sverigetopplistan)                                            | 1               |
| Thụy Sĩ (Schweizer Hitparade)                                            | 1               |
| Anh Quốc (OCC)                                                           | 1               |
| Anh Quốc R&B (OCC)                                                       | 1               |
| Hoa Kỳ Billboard Hot 100                                                 | 3               |
| Hoa Kỳ Adult Pop Airplay (Billboard)                                     | 24              |
| Hoa Kỳ Dance Club Songs (Billboard)                                      | 1               |
| Hoa Kỳ Latin Pop Songs (Billboard) Bản tiếng Tây Ban Nha: "Ven a Bailar" | 1               |
| Hoa Kỳ Pop Airplay (Billboard)                                           | 5               |
| Hoa Kỳ Rhythmic (Billboard)                                              | 10              |
| Hoa Kỳ Tropical Airplay (Billboard)                                      | 5               |

| Bảng xếp hạng (2011)                     | Vị trí |
| ---------------------------------------- | ------ |
| Australia (ARIA)                         | 10     |
| Austria (Ö3 Austria Top 40)              | 1      |
| Belgium (Ultratop 50 Flanders)           | 8      |
| Belgium (Ultratop 40 Wallonia)           | 9      |
| Canada (Canadian Hot 100)                | 3      |
| Croatia (Croatian Airplay Chart)         | 2      |
| Denmark (Tracklisten)                    | 12     |
| Finland (Suomen virallinen lista)        | 1      |
| France (SNEP)                            | 6      |
| Germany (Official German Charts)         | 1      |
| Greece (IFPI Greece)                     | 5      |
| Hungary (Rádiós Top 40)                  | 78     |
| Hungary (Dance Top 40)                   | 20     |
| Ireland (IRMA)                           | 6      |
| Israel (Media Forest)                    | 3      |
| Italy (FIMI)                             | 4      |
| Japan (Japan Hot 100)                    | 45     |
| Netherlands (Dutch Top 40)               | 31     |
| Netherlands (Single Top 100)             | 16     |
| New Zealand (Recorded Music NZ)          | 9      |
| Poland (Polish Airplay Top 20)           | 31     |
| Poland (Dance Top 50)                    | 4      |
| Romania (Romanian Top 100)               | 9      |
| South Korea (Gaon International Singles) | 70     |
| Spain (PROMUSICAE)                       | 1      |
| Sweden (Sverigetopplistan)               | 2      |
| Switzerland (Schweizer Hitparade)        | 1      |
| UK Singles (Official Charts Company)     | 10     |
| US Billboard Hot 100                     | 11     |
| US Hot Dance Club Songs (Billboard)      | 15     |
| US Latin Songs (Billboard)               | 10     |
| US Latin Pop Songs (Billboard)           | 4      |
| US Pop Songs (Billboard)                 | 31     |
| US Rhythmic (Billboard)                  | 43     |
| US Tropical Songs (Billboard)            | 15     |
| Worldwide (IPFI)                         | 4      |

| Bảng xếp hạng                        | Vị trí |
| ------------------------------------ | ------ |
| UK Singles (Official Charts Company) | 301    |

## Chứng nhận
| Quốc gia                                                                           | Chứng nhận  | Số đơn vị/doanh số chứng nhận |
| ---------------------------------------------------------------------------------- | ----------- | ----------------------------- |
| Úc (ARIA)                                                                          | 4× Bạch kim | 280.000^                      |
| Bỉ (BEA)                                                                           | Bạch kim    | 30.000*                       |
| Canada (Music Canada)                                                              | 5× Bạch kim | 400.000*                      |
| Đan Mạch (IFPI Đan Mạch)                                                           | Bạch kim    | 30.000^                       |
| Phần Lan (Musiikkituottajat)                                                       | Bạch kim    | 12,213                        |
| Pháp (SNEP)                                                                        | —           | 169,500                       |
| Đức (BVMI)                                                                         | 5× Vàng     | 1.250.000‡                    |
| Ý (FIMI)                                                                           | 3× Bạch kim | 90.000*                       |
| Nhật Bản (RIAJ)                                                                    | Bạch kim    | 250.000^                      |
| New Zealand (RMNZ)                                                                 | 2× Bạch kim | 30.000*                       |
| Nga (NFPF) Nhạc chuông                                                             | Vàng        | 100,000*                      |
| South Korea (Gaon Chart)                                                           | —           | 206,578                       |
| Tây Ban Nha (PROMUSICAE)                                                           | 3× Bạch kim | 120.000*                      |
| Thụy Điển (GLF)                                                                    | 2× Bạch kim | 40.000‡                       |
| Thụy Sĩ (IFPI)                                                                     | 4× Bạch kim | 120.000^                      |
| Anh Quốc (BPI)                                                                     | Bạch kim    | 1,009,923                     |
| Hoa Kỳ (RIAA)                                                                      | 4× Bạch kim | 4.000.000^                    |
| Streaming                                                                          |             |                               |
| Đan Mạch (IFPI Đan Mạch)                                                           | Bạch kim    | 2,600,000^                    |
| * Chứng nhận dựa theo doanh số tiêu thụ. ^ Chứng nhận dựa theo doanh số nhập hàng. |             |                               |

## Lịch sử phát hành
| Quốc gia       | Ngày                | Định dạng                        | Hãng đĩa        |
| -------------- | ------------------- | -------------------------------- | --------------- |
| Hoa Kỳ         | 18 tháng 1 năm 2011 | Phát hành radio chính thức       | Island Records  |
| Vương quốc Anh | 28 tháng 1 năm 2011 | Phát hành radio chính thức       | Mercury Records |
| Hoa Kỳ         | 8 tháng 2 năm 2011  | Mainstream, Rhythmic airplay     | Island Records  |
| Hoa Kỳ         | 11 tháng 2 năm 2011 | EP phối lại (chỉ Masterbeat.com) | Island Records  |
| Úc             | 18 tháng 2 năm 2011 | Tải kĩ thuật số                  | Universal Music |
| Ireland        | 18 tháng 2 năm 2011 | Tải kĩ thuật số                  | Universal Music |
| Na Uy          | 21 tháng 2 năm 2011 | Tải kĩ thuật số                  | Universal Music |
| Tây Ban Nha    | 21 tháng 2 năm 2011 | Tải kĩ thuật số, EP phối lại     | Universal Music |
| Thụy Sĩ        | 21 tháng 2 năm 2011 | Tải kĩ thuật số                  | Universal Music |
| Áo             | 22 tháng 2 năm 2011 | Tải kĩ thuật số                  | Universal Music |
| Bỉ             | 22 tháng 2 năm 2011 | Tải kĩ thuật số, EP phối lại     | Universal Music |
| Canada         | 22 tháng 2 năm 2011 | Tải kĩ thuật số                  | Universal Music |
| Phần Lan       | 22 tháng 2 năm 2011 | Tải kĩ thuật số                  | Universal Music |
| Pháp           | 22 tháng 2 năm 2011 | Tải kĩ thuật số                  | Universal Music |
| Đức            | 22 tháng 2 năm 2011 | Tải kĩ thuật số                  | Universal Music |
| Ý              | 22 tháng 2 năm 2011 | Tải kĩ thuật số                  | Universal Music |
| Thụy Điển      | 22 tháng 2 năm 2011 | Tải kĩ thuật số, EP phối lại     | Universal Music |
| Hoa Kỳ         | 22 tháng 2 năm 2011 | Tải kĩ thuật số                  | Island Records  |
| Thụy Sĩ        | 24 tháng 2 năm 2011 | EP phối lại                      | Universal Music |
| Ireland        | 25 tháng 2 năm 2011 | Tải kĩ thuật số                  | Universal Music |
| Hà Lan         | 25 tháng 2 năm 2011 | Nhạc số tải về, EP phối lại      | Universal Music |
| Đức            | 11 tháng 3 năm 2011 | CD                               | Universal Music |
| Vương quốc Anh | 27 tháng 3 năm 2011 | Nhạc số tải về, Đĩa đơn số       | Mercury Records |